# Cercopis cognata
Cercopis cognata är en insektsart som först beskrevs av William Lucas Distant 1908.  Cercopis cognata ingår i släktet Cercopis och familjen spottstritar. Inga underarter finns listade i Catalogue of Life.